# Bourges
Bourges, antigament coneguda com a Borges o Borges de Berric, és un municipi francès, situat al departament de Cher i a la regió de Centre - Vall del Loira. L'any 2006 tenia 72.800 habitants. Se situat tota vora el Yèvre, a alguns quilòmetres del «centre exacte de França», en ple Berric.

## Història
Bourges deu el seu nom al poble gal dels bituriges cubes. En l'antiguitat, es deia Avàricum (el nom celta que era Avaricon). Durant la Guerra de les Gàl·lies, fou assetjada per Juli Cèsar el 52 aC durant la revolta de Vercingetorix, i presa per assalt i els seus habitants foren massacrats. A qualsevol altre lloc de la Gàl·lia, Vercingetorix havia establert la política de terra cremada. Cap ciutat, cap granja no podia servir de proveïment a les legions romanes. Però els habitants d'Avaric li van suplicar de perdonar la ciutat, posant per endavant la seguretat de la seva ciutat, fortament protegida per verdaderes defenses naturals (els famosos aiguamolls), i per una poderosa muralla al sud. Cèsar aconseguí sotmetre la ciutat per la fam, i rebutjant l'exèrcit de socors de Vercingetorix. Dels 40.000 habitants tancats als seus murs, només se'n van escapar 800.
A l'edat mitjana, Bourges va ser el cap de districte d'un vescomtat fins al segle xiv. Va ser la capital de l'efímer ducat de Berry. El delfí, futur Carles el Victoriós, que havia trobat refugi a Bourges va ser qualificat de «petit rei de Bourges» durant la Guerra dels Cent Anys. El seu fill Lluís el Prudent va néixer a Bourges, el 1423. Carles VII hi promulga la Pragmàtica Sanció el 1438.
La ciutat és molt coneguda per haver estat, en el transcurs de l'edat mitjana, una de les capitals europees de l'alquímia. Nombrosos edificis situats al centre de la ciutat recorden aquest ric passat per les seves ornamentacions, les seves escultures. Jacques Coeur, banquer, és un dels seus il·lustres habitants, pretor del rei, hauria participat en l'aventura de l'alquímia.
Bourges és igualment la seu d'un arquebisbat, del qual en depenen les diòcesis d'Albi, de Cahors, de Clarmont-Ferrand, de Mende, del Puy, de Rodés, de Saint-Flour i de Tulle.
Els quatre «membres de la magistratura de treball» que governen la ciutat són reemplaçats el 1474 per un alcalde i 12 regidors.

## Llocs d'interès
- Catedral de Sant Esteve de Bourges. Al segle xix en fou organista el compositor català Salvador Daniel.

## Personatges il·lustres
- Geoffroy Tory.
- Francesc Salvador Daniel (1831-1871) fou un compositor, musicògraf i revolucionari.
- Jean-Christophe Rufin (1952-) metge, diplomàtic i escriptor. Premi Goncourt de 2001.